# 邁普縣 (門多薩省)

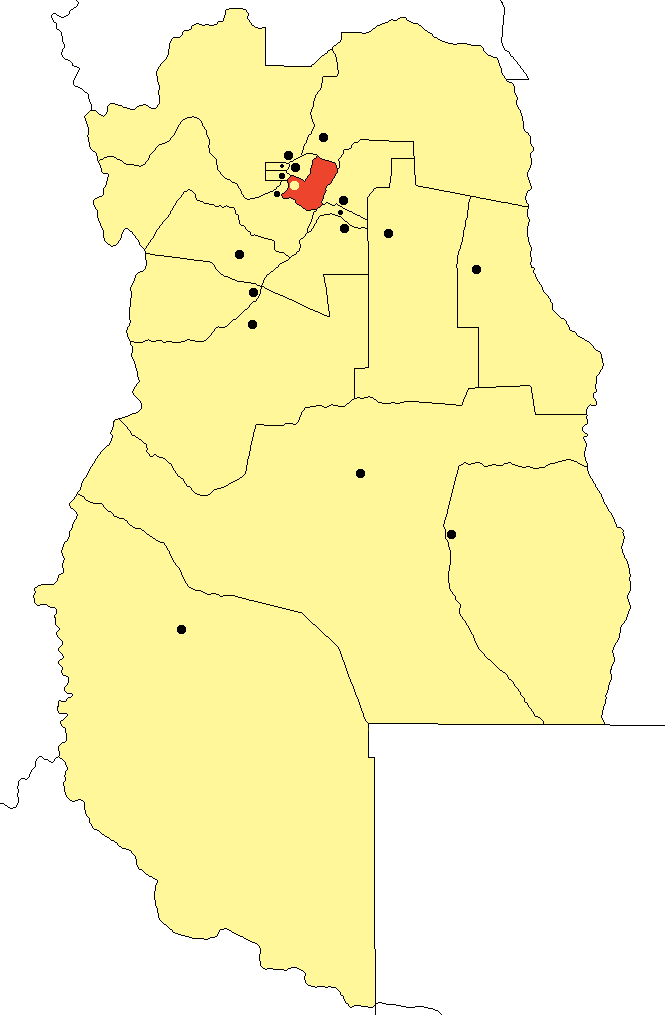

32°58′S 68°46′W / 32.967°S 68.767°W
邁普縣（西班牙語：Departamento Maipú），是阿根廷的縣份，位於該國西部門多薩省，首府設於邁普，面積617平方公里，海拔高度804米，2010年人口172,332，人口密度每平方公里279.31人。